# فرودگاه کینهوانگدو شانهایگوان
فرودگاه کینهوانگدو شانهایگوان (به انگلیسی: Qinhuangdao Shanhaiguan Airport) یک فرودگاه نظامی و همگانی با کد یاتا SHP است . این فرودگاه در کشور چین قرار دارد .